# Wierchnieje Anisimowo
Wierchnieje Anisimowo (ros. Верхнее Анисимово) – wieś w Rosji, w rejonie wielikoustidzkim obwodu wołogodzkiego. W 2010 r. liczyła 67 mieszkańców.